# 全球熱戀
《全球熱戀》，是華誼兄弟、福斯和驕陽電影聯合出品的一部華語電影，由夏永康和陈國輝聯合執導，是2010年電影《全城热恋》的續作，描述了三姐妹玫瑰、玉蘭、牡丹的愛情故事。
影片在中國大陸首週四天收穫2700萬元，至9月25日累計6430萬元，最終票房為6765萬元人民幣。

## 演員和角色

### 主要
| 演員       | 角色       | 備註 |
| ---------- | ---------- | ---- |
| 郭富城     | Michael    |      |
| 劉若英     | 玫瑰(Rose) | 大姐 |
| 陈奕迅     | Johnny     |      |
| 桂綸鎂     | 玉蘭(Lily) | 二姐 |
| 井柏然     | 聞風       |      |
| Angelababy | 黃牡丹     | 小妹 |
| 徐帆       | Mary       | 媽媽 |
| 劉金山     | 華叔       |      |

### 客串
| 演員   | 角色           | 備註     |
| ------ | -------------- | -------- |
| 杜海涛 | 小胖           |          |
| 韩立   | 眼鏡記者       |          |
| 朱梓骁 | 電台DJ         | 友情出演 |
| 杜汶澤 | 心理醫生陈志偉 | 友情出演 |
| 劉禹   | 經紀人         | 友情出演 |
| 劉家輝 | Johnny爸爸     |          |

## 電影歌曲

### 主題曲
〈月亮代表我的心〉：片中6位主角（郭富城、陳奕迅、劉若英、桂綸鎂、楊穎、井柏然）特別合唱「月亮代表我的心」，並拍攝主題曲MV。

### 插曲
〈Say Goodbye〉

## 註腳
1. ↑  .   [2011-09-22]. （原始内容存档于2011-09-23）.
2. ↑  楊景婷. . 蘋果日報. 2011-09-23  [2011-09-25]. （原始内容存档于2011-09-25） （中文（臺灣））.
3. ↑  . 2011-09-17  [2013-12-13]. （原始内容存档于2013-12-13）.
4. ↑  . 2011-09-28  [2013-12-13]. （原始内容存档于2013-12-12）.
5. ↑  . 艺恩网.   [2013-12-13]. （原始内容存档于2013-12-14）.
6. ↑  YouTube上的《全球熱戀》電影主題曲－月亮代表我的心MV Love In Space official MV
7. ↑  YouTube上的【全球熱戀】ANGELA BABY 獻唱插曲

## 外部連結
- Yahoo奇摩電影上《全球熱戀》的資料（繁體中文）
- MSN娛樂上《全球熱戀》的資料（繁體中文）

- 開眼電影網上《全球熱戀》的資料（繁體中文）
- 豆瓣电影上《全球熱戀》的資料 （简体中文）
- 时光网上《全球熱戀》的資料（简体中文）
- AllMovie上《全球熱戀》的资料（英文）
- 爛番茄上《全球熱戀》的資料（英文）
- 香港影庫上《全球熱戀》的資料（繁體中文）
- 互联网电影数据库（IMDb）上《全球熱戀》的资料（英文）
- Gimy TV《全球熱戀》線上看